# SAP ERP
SAP ERP (do 2007 jako MySAP ERP) – zintegrowany modułowy pakiet oprogramowania ERP stworzony przez SAP, wspierający zarządzanie w dużych i średnich organizacjach różnych branż. System jest następcą pakietu SAP R/3.
Jest jednym z najpopularniejszych systemów wspomagających zarządzanie przedsiębiorstwem na świecie.

## Moduły i komponenty
Architektura systemu SAP ERP składa się z obszaru funkcjonalnego i technicznego.
Obszar funkcjonalny to podział systemu na moduły funkcjonalne. Najbardziej ogólny podział wyróżnia trzy główne grupy modułów: logistyka, finanse i zarządzanie zasobami ludzkimi.
Moduły funkcjonalne wchodzące w skład systemu to:

### Finanse
(ang. Financials)
- FI: Rachunkowość Finansowa (Financial Accounting)
  - FI-GL: Księga Główna (General Ledger Accounting)
  - FI-AP: Rozrachunki z Dostawcami (Accounts Payable)
  - FI-AR: Rozrachunki z Odbiorcami (Accounts Receivable)
  - FI-BL: (Bank Accounting)
  - FI-AA: Majątek Trwały (Asset Accounting)
  - FI-CA: (Contract Accounting)
  - FI-LC: Konsolidacja (Legal Consolidation)
  - FI-SL: (Special Purpose Ledger)
  - FI-TV: (Travel Management)

- CO: Controlling
  - CO-OM: (Overhead Cost Management)
  - CO-PC: (Product Costing)
  - CO-OM-CEL: (Cost Element Ledger)
  - CO-OM-CCA: Analiza miejsc powstawania kosztów (Cost Center Accounting)
  - CO-OM-OPA: (Overhead Orders and Projects Accounting)
  - CO-PA: Analiza zyskowności (Profitability Analysis)
  - EC-PCA: Controlling Przedsiębiorstwa, Analiza centrów zysków (Enterprise Controlling, Profit Center Accounting)
  - EC-CS: (Enterprise Controlling, Consolidation System)

### Human Capital Management
(Human Capital Management – HCM)
- PA: Administracja Kadrami (Personnel Management)
- PT: Zarządzanie Czasem Pracy (Personnel Time Management)
- PY: Lista Płac (Payroll)
- PE: (Training and Event Management)
- PD: Planowanie i Rozwój Kadr (Personnel Development)
- CP: (Cost Planning)

### Logistyka
(ang. Logistics)
- MM: Gospodarka Materiałowa (Materials Management)
- PP: Planowanie Produkcji (Production Planning and Control)
  - MRP II: (Advanced Planner & Optimizer)
- PM: Utrzymanie Ruchu (Plant Maintenance)
- SD: Sprzedaż i Dystrybucja (Sales and Distribution)
- LE: (Logistics Execution)
- EHS: (Environment, Health & Safety)
- CS: Obsługa Klientów (Customer Service)
- QM: Zarządzanie Jakością (Quality Management)
- LO: (Logistics – General)
- PLM: (Product Lifecycle Management(inne języki))
- PS: System Projektowy (Project System)
- WM: Gospodarka Magazynowa (Warehouse Management)

### Cross applications
- IS: Rozwiązania branżowe (Industry solutions)
- WF: Przepływy Robocze (Workflow)

### Rozwiązania branżowe
(ang. Industry solutions)
- IS-A: Branża samochodowa (Automotive)
- IS-AD: Branża kosmiczna i obronna (Aerospace & Defense)
- IS-AFS: (Apparel and Footwear)
- IS-BEV: (Beverage),
- IS-DFPS: (Defense Forces & Public Security)
- IS-H: Opieka zdrowotna (Healthcare)
- IS-HER: Szkolnictwo wyższe i badania naukowe (Higher Education & Research)
- IS-HMED: (Clinical System)
- IS-M: Media: (Media)
- IS-M/AM: (Media/Advertisement & Media-Sales)
- IS-M/SD: (Media/Sales & Distribution)
- IS-OIL: Branża paliwowa (Oil & Gas)
- IS-R: (Retail)
- IS-RE: (Real Estate)
- IS-PS: Sektor publiczny (Public Sector)
- IS-T: Telekomunikacja (Telecommunications)
- IS-U: Przedsiębiorstwa komunalne (Utilities)

## Rozwój
ERP powstał w oparciu o poprzednie oprogramowanie SAP R/3. SAP R/3, który oficjalnie został uruchomiony 6 lipca 1992 roku, składał się z różnych aplikacji na czele z SAP Basis – zestawu programów i narzędzi oprogramowania pośredniego SAP. Wszystkie aplikacje zostały zbudowane na serwerze SAP Web Application Server, a zestawy rozszerzeń zostały wykorzystane do dostarczenia nowych funkcji oraz utrzymania jądra oprogramowania tak stabilnego, jak to możliwe. Serwer aplikacji WWW zawierał wszystkie możliwości SAP Basis.
Wraz z wprowadzeniem mySAP ERP w 2004 roku, nastąpiła całkowita zmiana architektury oprogramowania. R/3 zastąpiono poprzez ERP Central Component (SAP ECC). Biznesowa hurtownia danych (SAP Business Warehouse), Zarządzanie Strategiczne Przedsiębiorstwem (SAP Strategic Enterprise Management) oraz Internetowy Serwer Transakcyjny (Internet Transaction Server) zostały połączone z SAP ECC, pozwalając użytkownikom na uruchamianie ich w jednej instancji. SAP Application Server został zawarty w SAP NetWeaver, który wprowadzono w 2003 roku. W celu wsparcia architektury usług dla przedsiębiorstw, wprowadzono także zmiany architektoniczne, dzięki którym klienci mogli przejść na rozwiązania architektury zorientowanej na usługi.
Najnowsza wersja systemu – SAP ERP 6.0 – została wprowadzona w 2006 roku. Od tego czasu system SAP ERP 6.0 został zaktualizowany za pomocą pakietów rozszerzeń SAP, w tym ostatniego – SAP 8 dla SAP ERP 6.0 w 2016 roku.

### Typowe fazy realizacji
- Faza 1 – Przygotowanie projektu
- Faza 2 – Plan biznesowy
- Faza 3 – Realizacja
- Faza 4 – Przygotowanie końcowe
- Faza 5 – Wsparcie live

Przedsiębiorstwa, które planują wdrożenie lub modernizację systemu SAP ERP, powinny zwrócić szczególną uwagę na integrację systemu, celem zabezpieczenia go przed awarią podczas wdrożenia. Dzięki integracji systemu, przepływy danych przesuwają się całkowicie i poprawnie między różnymi komponentami SAP ERP, co nie tylko usprawnia procesy biznesowe, ale i eliminuje lub minimalizuje zbędne działania związane z wprowadzaniem danych.
Firma analityczna Gartner szacuje, że 55% do 75% wszystkich projektów ERP nie spełnia swoich celów. Spośród 10 największych barier udanego doświadczenia z SAP ERP, 5 z nich można rozwiązać poprzez opracowanie i wdrożenie ustrukturyzowanego programu zarządzania zmianami.

## Edycje
(ang.: Releases)
- SAP R/1 System RF: 1972
- SAP R/2 Mainframe System: 1979
- SAP R/3 Enterprise Edition 1.0 A: lipiec 1992
- SAP R/3 Enterprise Edition 2.0: 1993
- SAP R/3 Enterprise Edition 3.0: 1995
- SAP R/3 Enterprise Edition 4.0B: czerwiec 1998
- SAP R/3 Enterprise Edition 4.3
- SAP R/3 Enterprise Edition 4.5B: marzec 1999
- SAP R/3 Enterprise Edition 4.6C: kwiecień 2001
- SAP R/3 Enterprise Edition 4.6F
- SAP R/3 Enterprise Edition 4.7: 2003
- SAP ERP Central Component (ECC) 5.0: 2004
- SAP ERP Central Component (ECC) 6.0: październik 2005
  - SAP enhancement package 1 for SAP ERP 6.0: grudzień 2006
  - SAP enhancement package 2 for SAP ERP 6.0: lipiec 2007
  - SAP enhancement package 3 for SAP ERP 6.0
  - SAP enhancement package 4 for SAP ERP 6.0
  - SAP enhancement package 5 for SAP ERP 6.0: czerwiec 2010
  - SAP enhancement package 6 for SAP ERP 6.0: czerwiec 2012
  - SAP enhancement package 7 for SAP ERP 6.0: 2013
  - SAP enhancement package 8 for SAP ERP 6.0: 2016
- SAP S/4 Simple Suite for HANA: luty 2015 (użytkowanie możliwe tylko na platformie SAP HANA)